# گل یخ (فیلم)
گل یخ فیلمی به کارگردانی و نویسندگی کیومرث پوراحمد و تهیه‌کنندگی غلامرضا موسوی ساخته سال ۱۳۸۳ است.
گل یخ در ۱۹ اسفند ۱۳۸۳ بر روی پرده سینما رفت و در ۵۶ روز نمایش ۱۶۲ میلیون فروش کرد.
این فیلم اولین بازی الناز شاکردوست در عرصه سینما به حساب می‌آید. الناز شاکردوست با بازی در نقش همسر محمدرضا گلزار در این فیلم توانست به بازیگری معروف تبدیل شود و به شهرت برسد.

## خلاصه داستان
ترگل که زندگی خانوادگی خوبی ندارد و دلبستهٔ عباس است، اما ناپدریش با ازدواج آن‌ها مخالف است. ترگل از خانه می‌گریزد و با عباس ازدواج می‌کند. عباس که قصد دارد برای کار به جزیره کیش برود، ترگل را نزد مادرش به روستا می‌فرستد…

## بازیگران
| بازیگر           | نقش              |
| ---------------- | ---------------- |
| محمدرضا گلزار    | عباس. کیوان      |
| الناز شاکردوست   | ترگل             |
| ویشکا آسایش      | مرجان            |
| گوهر خیراندیش    | کوکب             |
| آلما اسکویی      | خاطره            |
| عبدالعلی همایون  | صاحب رستوران     |
| مهدی صباغی       | ناپدری           |
| امیررضا وزیری    | رئیس کمیته       |
| فریده سپاه منصور | مادر عباس        |
| بابک نوری        | رئیس آتلیه نقاشی |

## موسیقی
حمیدرضا حامی خواننده آهنگ‌های من و گنجشکهای خونه و غم تنهایی در این فیلم است.

## جشنواره‌ها
گل یخ در بخش فیلم‌های میهمان بیست و سومین دوره جشنواره فیلم فجر شرکت داشته است.
همچنین این فیلم در نهمین جشن خانه سینما در بخش مسابقه فیلم‌های بلند نیز شرکت داشته است.

## پخش
پخش این فیلم در سینما توسط شرکتفیلمیرانانجام شده است.
پخش این فیلم در شبکه نمایش خانگی توسط شرکت تصویر دنیای هنر انجام شده است.